# Leah Tsemel
Leah Tsemel, ou Lea Tsemel (hébreu: לאה צמל) née le 19 juin 1945 à Haïfa, est une avocate israélienne et une militante des droits de l'Homme, reconnue pour son travail en faveur des droits des Palestiniens.

## Biographie
Leah Tsemel est né à Haïfa, en Israël, le 19 juin 1945. Sa mère Fanya Sternberg, était originaire de Biélorussie et son père Tsvi (Zvi) Tsemel, architecte pour la municipalité de Haïfa, de Pologne. Ils ont fait leur Alya en 1933. 
En 1963, elle effectue son service militaire. Elle a étudié le droit à l’Université hébraïque de Jérusalem à la fin des années 1960 et elle est inscrite au barreau de Jérusalem. Mariée à Michel Warschawski en 1972, ils ont deux enfants, Nissan et Talila.
En 1971, Tsemel se forme auprès de l'avocate des droits de l’homme Felicia Langer. 
En décembre 1996 Leah Tsemel reçoit avec l’avocat palestinien Raji Sourani, président du Centre palestinien pour les droits de l'homme, le « Prix des Droits de l'homme de la République française », des mains du président Jacques Chirac.
En  2004, avec l’avocat palestinien Mohammad Na'amneh, elle reçoit le « Hans Litten Human Rights Award » de l’Association européenne des avocats pour la démocratie et les droits de l'homme dans le monde. Elle a participé au Tribunal Russell sur la Palestine. Elle est membre du bureau du Comité public contre la torture en Israël.

## Prix et distinctions
- 1996 : Prix des Droits de l'homme de la République française[3]
- 2004 :  Hans Litten Human Rights Award[3]

## Lea Tsemel, Avocate
Lea Tsemel, Avocate est un film documentaire israélo-suisse d’une durée de 1 h 50 min, réalisé par Rachel Leah Jones et Philippe Bellaiche en 2019.
Présenté au Festival du film de Sundance en 2019, et pré-sélectionné pour les Oscars dans la catégorie « Meilleur documentaire »,,, ce film a remporté les premiers prix au Festival du documentaire de Thessalonique, au Festival du film de Cracovie, au Festival international du film de Hong Kong et au Festival international du film documentaire de Tel Aviv (Docaviv). Il obtient le prix du meilleur documentaire aux Emmy Awards 2021,.

### Podcast
- Lucie Akoun et Gaylord Van Wymeersch., « Léa Tsemel, Israélienne, avocate et militante », Là bas si j’y suis, 3 septembre 2013.